# 会員カード
会員カード（かいいんカード、英: member's card）とは、ある団体、組織に入会している会員に対して、その身分を証明する書類。会員証ともいうが、カード状の物が多いため、「会員カード」と呼ばれることが多い。

## 概要
素材と機能が多岐にわたり、磁気カード (PET)、ICカード、スタンプカード（紙）などその種類は数多い。

分かり易い例を挙げると、CDやDVDのレンタルなどを行っている店舗のTSUTAYAの会員証がそれである。会員カードを持つことによって様々な機能を利用できたり、特典を享受できたりする。
現代の日本は「カード社会」と揶揄され、多数の会員カードを保持することが常態化しているが、管理が苦手な人が大量の会員カードを作ると、その管理が大変である。2005年現在、「FeliCaポケット」として、複数の会員カードを1枚に統合する試みがなされている。

## 個人情報の扱いについて
この他、運営者側が利用者の個人情報を何らかの理由で把握しておく必要がある場合、匿名での利用に問題がある場合に会員カードが用いられることがある。
例えばインターネットカフェなどは匿名で利用するとサイバー犯罪やその他諸々の問題の原因となることから、利用者の住所や氏名など個人情報を運営者側が把握しておくための手段として原則的に会員制となっている為、一回しか利用しない場合であっても会員登録を必要とする。
また、逆に運営者側が「直接」個人情報を扱うのに不都合な場合、Tポイントカードなどと提携したり、クレジットカード会社や電子マネー会社と提携してポイントカード機能付きのカードを発行することで、個人情報の保存を他社に委託することもある。